# City of Laramie
City of Laramie oficialment, o comunament Laramie, és l'única ciutat i seu del Comtat d'Albany (Wyoming, EUA). Laramie rep el nom de Jacques La Ramée, un caçador i paranyer francès o francocanadenc que va desaparèixer a Laramie Mountains a principis de la dècada de 1820. Va ser un dels primers europeus a visitar la zona. Els colons europeus-americans van anomenar un riu, una serralada, un cim, un fort de l'exèrcit nord-americà, un comtat i una ciutat en honor seu. Només Jim Bridger superen a La Ramée, en l'honor de ser el paranyer que ha donat el seu nom a llocs de l'estat de Wyoming.

## Demografia
Segons el cens del 2000 Laramie tenia 27.204 habitants, 11.336 habitatges, i 5.611 famílies. La densitat de població era de 942,9 habitants/km².
Dels 11.336 habitatges en un 23% hi vivien nens de menys de 18 anys, en un 38,3% hi vivien parelles casades, en un 8% dones solteres, i en un 50,5% no eren unitats familiars. En el 33,2% dels habitatges hi vivien persones soles el 6,4% de les quals corresponia a persones de 65 anys o més que vivien soles. El nombre mitjà de persones vivint en cada habitatge era de 2,19 i el nombre mitjà de persones que vivien en cada família era de 2,83.
Per edats la població es repartia de la següent manera: un 17,5% tenia menys de 18 anys, un 31,8% entre 18 i 24, un 25,8% entre 25 i 44, un 16,8% de 45 a 60 i un 8,1% 65 anys o més.
L'edat mediana era de 25 anys. Per cada 100 dones de 18 o més anys hi havia 106,7 homes.
La renda mediana per habitatge era de 27.319$ i la renda mediana per família de 43.395$. Els homes tenien una renda mediana de 30.888$ mentre que les dones 22.009$. La renda per capita de la població era de 16.036$. Entorn de l'11,1% de les famílies i el 22,6% de la població estaven per davall del llindar de pobresa.

## Poblacions properes
El següent diagrama mostra les poblacions més properes.